# جایلسون (بازیکن فوتبال)
جایلسون (به پرتغالی: Jaílson Alexandre Alves dos Santos) هافبک اهل برزیل است که در شهر Caruaru و در تاریخ ۱۶ ژوئن ۱۹۸۱ به دنیا آمده‌است.
جایلسون در تیم‌های فوتبال ویتوریا گیمارش سابقهٔ حضور دارد.